# NGC 3885
NGC 3885 је спирална галаксија у сазвежђу Хидра која се налази на NGC листи објеката дубоког неба.
Деклинација објекта је - 27° 55' 20" а ректасцензија 11h 46m 46,5s. Привидна величина (магнитуда) објекта NGC 3885 износи 11,1 а фотографска магнитуда 12,0. Налази се на удаљености од 27,8000 милиона парсека од Сунца. NGC 3885 је још познат и под ознакама ESO 440-7, MCG -5-28-6, AM 1144-273, IRAS 11442-2738, PGC 36737.